# Derambila mitigata
Derambila mitigata är en fjärilsart som beskrevs av Fletcher 1958. Derambila mitigata ingår i släktet Derambila och familjen mätare. Inga underarter finns listade i Catalogue of Life.